# Liste von Bunkeranlagen in Deutschland
Die Liste von Bunkeranlagen in Deutschland umfasst in erster Linie militärische Bunker auf dem Gebiet der Bundesrepublik Deutschland. Einen historischen Einblick gibt das Deutsche Bunkermuseum in Schweinfurt.

## Liste

### Baden-Württemberg
- Neckar-Enz-Stellung: von 1935 bis 1938 erbaute Bunker-Linie von Eberbach nach Enzweihingen entlang von Neckar und Enz zur Abwehr eines Angriffs aus dem Westen
- Bunker Oberreichenbach: ehemaliger Ausweichsitz der Landesregierung, heute Rechenzentrum COMback
- 47 Bunker in Stuttgart (z. B. Marienplatz: Bunker für die NS-Führungsebene, heute Musikproberäume; Schutzraum MZA S-Bahn-Haltestelle Stadtmitte)
- Intakter Westwallbunker Limesbauprogramm von 1938: – Regelbau 10 – (Gruppenunterstand mit angehängtem Kampfraum in Rastatt)[1]
- Luftverteidigungsanlage Gustav: Ehemaliger Bunker der Radarführungsabteilung 23 bei Lauda-Königshofen. Die Einrichtung war von 1967 bis 2004 in Betrieb.
- Luftverteidigungsanlage Martin: Bunker des Einsatzführungsbereichs 1 bei Meßstetten

### Bayern
Siehe: Liste von Bunkeranlagen in Bayern

### Berlin
Siehe: Liste von Bunkeranlagen in Berlin

### Brandenburg
Siehe: Liste von Bunkeranlagen in Brandenburg

### Bremen
- U-Boot-Bunker Valentin
- Kulturbunker Vulkan
- U-Boot-Bunker Hornisse
- Zwingli-Hochbunker
- Bunker B 157 und Wandbild

### Hamburg
Siehe: Bunker in Hamburg, Liste von Bunkern in Hamburg

### Hessen
- Winkelbunker Darmstadt, zwei Bunker von Leo Winkel (Typ 2C) auf dem Gelände des ehemaligen Bahnausbesserungswerkes (Knell)
- Winkelbunker Darmstadt, zwei Bunker von Leo Winkel am Dornheimer Weg in der Starkenburgkaserne
- Mozartturm Darmstadt
- Leunabunker, Frankfurt am Main, Stadtteil Höchst, Leunastraße. Ehemaliger Hochbunker im Dritten Reich
- Wetterau-Main-Tauber-Stellung Bunker-Linie durch Hessen und Bayern
- Niddatal Bunker Ilbenstadt – Kommandozentrale für Zivil- und Katastrophenschutz Frankfurt/M.
- Führerhauptquartier Adlerhorst in Langenhain-Ziegenberg im Taunus
- DB-Gebäude Kassel Mitte (Lage)
- Befehlsbunker des KZ Unter den Eichen in Wiesbaden
- Hochbunker in der Friedrich-Ebert-Allee in Wiesbaden
- Nachrichtenbunker Gisela in Gießen
- Acht Winkeltürme in Gießen
- Bunker in Bad Wildungen
- Warnamt VI – Butzbach Bodenrod
- Hochbunker in Limburg an der Lahn im Bahnhofsumfeld

### Mecklenburg-Vorpommern
- Bunker Niex – Schullandheim Niex
- Bunker der 6. Flottille am Kap Arkona, Flottille Dranske
- Bunker Rövershagen ehem. Gefechtsstand der 43. Fla-Raketen-Brigade der NVA
- Hauptgefechtsstand Tessin der Volksmarine der NVA bei Tessin
- Bunker Marlow Funksendezentrale (FuSZ) der Volksmarine
- Bunker Eichenthal ehem. Troposphärenfunkstation (302) im Kommunikationssystem BARS
- Bunker Prangendorf Gefechtsstand der Fla-Raketenabteilungsgruppe 431 (FRAG-431) der NVA
- Bunker Trassenheide ehem. Gefechtsstand der 1. Flottille der Volksmarine, Flottille Peenemünde
- Bunker Pudagla ehem. Gemeinsame Gefechtsstand des Jagdfliegergeschwaders 9 und des Funktechnischen Bataillon 33
- Bunker Ahlbeck Fernmeldebunker der Sowjetarmee (PP-2)
- Bunker Demen Gefechtsstand der Beweglichen Raketentechnischen Basis 5 (atomar), der NVA
- Bunker Warenshof (GSSD)
- Bunker Alt-Rehse Führungsstelle des Territorialen Militärbezirkes V der NVA in Alt Rehse
- Bunker Cölpin ehem. Gefechtsstand 33 (GS-33) der 3. Luftverteidigungsdivision (3. LVD) der NVA bei Cölpin
- Bunker Katzenhagen, Größe 10.000 Quadratmeter, Rückwärtige Führungsstelle der 3. LVD, NVA-Hubschrauberlandeplatz 3302
- Bunker Pragsdorf ehem. Wechselgefechtsstand der 3. Luftverteidigungsdivision sowie Gemeinsamer Gefechtsstand des Jagdfliegergeschwaders 2 und des Funktechnischen Bataillon 23
- Bunker Lübz-Kreien Führungsstelle der 5. Armee der NVA
- Bunker Lärz (GSSD) Lagerbunker für Kernwaffen, am Flugplatz Rechlin-Lärz vor 1945 Erprobungsstelle Rechlin
- NVA-Flak-Bunker Retschow

### Niedersachsen
- In Braunschweig wurden 24 größere Bunker und mehrere Luftschutzstollen erbaut. 14 Bunker sind bis heute erhalten. Von den Stollensystemen ist eines im Nußberg teilweise erhalten.[2]
- In Dissen Hilfskrankenhaus Dissen
- Bunker Emden
- GSVBw21 Virtuelles Museum[3] Grundnetzschalt- und Vermittlungsstelle der Bundeswehr in Lüdersen/Hannover
- In Lingen (Ems) ist auf dem Gelände des ehemaligen Eisenbahnausbesserungswerk ein Bunker der Bauart Winkel
- In Hannover wurden weit über 60 Bunkeranlagen erstellt, die vielfach erhalten sind, so der Bunker am Trageweg bzw. Bunker an der Haltenhoffstraße. Nicht erhalten ist etwa der Bunker am Herrenhäuser Markt.[4]
- In Osnabrück existieren noch heute mindestens 100 Luftschutzanlagen aus dem Zweiten Weltkrieg.[5]
- in Oldenburg: Hilfskrankenhaus Flötenteichschule
- In Salzgitter stehen eine Vielzahl von über das Stadtgebiet verteilten Bunkern.
- Großbunker Sokrates in Stade (Leitzentrale der 2. Jagd-Division im Zweiten Weltkrieg, abgebrochen)
- In Wolfsburg wurden bis heute erhaltene unterirdische Bunker unter dem Volkswagenwerk Wolfsburg angelegt

### Nordrhein-Westfalen
Siehe: Liste von Bunkeranlagen in Nordrhein-Westfalen

### Rheinland-Pfalz
Siehe: Liste von Bunkeranlagen in Rheinland-Pfalz

### Saarland
mehrere stillgelegte NATO-Munitionsdepots (Zweigstellen von Ramstein), heute entweder zum natürlichen Rückbau freigegeben oder an Bauern vermietet
- Westwallbunker Beckingen
- Bunker Haustadt
- Litermont Bunker
- Westwallbunker (Pachten)
- Winkelbunker (Spitzbunker) im Alten Hüttenareal Neunkirchen
- B-Werk Besseringen (Teil des Westwalls) Merzig
- Winkelbunker (Spitzbunker) auf Gelände des System Instandsetzungswerkes in St. Wendel

### Sachsen
- Bunker Königsbrück: ehem. Troposphärenfunkstation (303) im Kommunikationssystem BARS
- Bunker Königsbrück: Kriegsführungsstelle / Gefechtsstand der Sowjetarmee
- Bunker Taucherwald
- Bunker Granit 1 beim Flugplatz Großenhain: Lagerbunker für Kernwaffen
- Bunker Gersdorf: Lagerbunker für Kernwaffen
- Ausweichführungsstelle der Bezirksverwaltung für Staatssicherheit Dresden
- Ausweichführungsstelle der Bezirksverwaltung für Staatssicherheit Karl-Marx-Stadt
- Stasi-Bunker Lübschützer Teiche Ausweichführungsstelle der Bezirksverwaltung für Staatssicherheit Leipzig (bei Machern) (Museum)
- Ausweichführungsstelle der Objektverwaltung für Staatssicherheit der SDAG Wismut (bei Hartenstein (Sachsen))
- Komplexlager 32 in Pirna: diente früher der NITAG zur U-Verlagerung der Mineralölindustrie und wurde im Kalten Krieg als Öllager verwendet.
- Bunker Kossa-Söllichau – Führungsstelle des Territorialen Militärbezirkes III / Leipzig
- DDR-NVA-Bunker nahe VW-Werk Mosel (heute Firmensitz Fahrzeugentwicklung) in ehemaliger NVA-Kaserne

### Sachsen-Anhalt
- DDR-Bunker im Burgberg Landsberg
- Komplexlager 02 (Turmalin) bei Blankenburg
- Komplexlager 12 (Malachit) bei Halberstadt
- Salzgitter-Bunke in Krumpa

### Schleswig-Holstein
Siehe: Liste von Bunkeranlagen in Schleswig-Holstein

### Thüringen
- Jena: von ehemals 9 Luftschutzbunkern aus dem Zweiten Weltkrieg sind 4 in entfestigtem Zustand erhalten (2015): Entbindungsbunker der Frauenklinik, Operationsbunker der Chirurgischen Klinik, Bunker hinter Westbahnhof und in Wohngebiet Karl-Günter-Straße.
- Ausweichführungsstelle der Bezirksverwaltung für Staatssicherheit Bezirk Suhl (bei Frauenwald, heute Museum)
- Ausweichführungsstelle der Bezirksverwaltung für Staatssicherheit Erfurt (bei Bad Berka)
- Reserve-Ausweichführungsstelle der Bezirksverwaltung für Staatssicherheit Erfurt (bei Erfurt)
- Bunker Nobitz (GSSD) Lagerbunker für Kernwaffen
- NVA Komplexlager 22 Standort Kahla (2. WK Deckname Lachs / REIMAHG)
- NVA Komplexlager 22 Standort Rothenstein (2. WK Deckname Albit)
- Bunkeranlage und Führerhauptquartier Schwalbe oder S-III im Jonastal zwischen Crawinkel und Arnstadt
- Fernmeldebunker Amt-10 auf dem Gelände des Zwangsarbeitslagers Ohrdruf
- Reserve-Ausweichführungsstelle und Fernmeldebunker der Bezirksverwaltung für Staatssicherheit Bezirk Suhl in Vesser (Suhl)
- Bunkeranlage des Amtes für nationale Verteidigung (AfNV) der Bezirkseinsatzleitung (BEL) Suhl in Altendambach